# Rudolf Scheurer
Pour les articles homonymes, voir Scheurer.
Rudolf Scheurer, né le 25 mai 1925 à Bettlach et mort le 1er novembre 2015, est un arbitre suisse de football. 
Il débuta en 1964 et fut arbitre international de 1967 à 1975. 

## Carrière
Il a officié dans des compétitions majeures : 
- Coupe des villes de foires 1967-1968 (finale aller)
- Coupe des villes de foires 1969-1970 (finale aller)
- Coupe du monde de football de 1970 (2 matchs)
- Coupe d'Europe des vainqueurs de coupe de football 1970-1971 (finales aller et retour)
- Coupe de Suisse de football 1971-1972 (finale)
- Coupe UEFA 1973-1974 (finale aller)
- Coupe du monde de football de 1974 (2 matchs)